# ГЕС Ранганаді
ГЕС Ранганаді – гідроелектростанція на сході Індії у штаті Аруначал-Прадеш. Використовує деривацію ресурсу із річки Ранганаді, яка дренує південний схил Гімалаїв та є правою притокою Субансірі (в свою чергу впадає праворуч в Брахмапутру).
В межах проекту Ранганаді перекрили бетонною гравітаційною греблею висотою 68 метрів та довжиною 345 метрів, яка потребувала 410 тис м3 матеріалу та утримує водосховище з площею поверхні 1,6 км2 та об’ємом 8,1 млн м3 (корисний об’єм 4,9 млн м3). Звідси бере початок дериваційний тунель довжиною 10,1 км та діаметром 6,8 метра, що прямує під водороздільним хребтом на південь в долину іншої правої притоки Субансірі річки Дікронг. Він переходить у  напірний водовід довжиною біля 1,1 км зі спадаючим діаметром від 5,8 до 3,35 метра.
Розташований на лівобережжі Дікронг наземний машинний зал обладнали трьома турбінами типу Френсіс потужністю по 135 МВт, які при напорі від 290 до 322 метрів забезпечують виробництво 1,5 млрд кВт-год електроенергії на рік.
Видача продукції відбувається по ЛЕП, розрахованих на роботу під напругою 400 кВ та 132 кВ.
Відпрацьована вода потрапляє у Дікронг дещо вище за греблю ГЕС Pare.